# Store Valby
Store Valby is een plaats in de Deense regio Seeland, gemeente Roskilde, en telt 388 inwoners (2007).